# Добродзень
Добродзень (пол. Dobrodzień, нім. Guttentag) — місто в південно-західній Польщі.
Належить до Олеського повіту Опольського воєводства.

## Демографія
Демографічна структура станом на 31 березня 2011 року:
|          | Загалом | Допрацездатний вік | Працездатний вік | Постпрацездатний вік |
| -------- | ------- | ------------------ | ---------------- | -------------------- |
| Чоловіки | 1834    | 318                | 1293             | 223                  |
| Жінки    | 2030    | 321                | 1219             | 490                  |
| Разом    | 3864    | 639                | 2512             | 713                  |